# أدولفو ماشادو
أدولفو ماشادو (بالإسبانية: Adolfo Machado) (و. 1985  م) هو لاعب كرة قدم، من بنما، ولد في مدينة بنما، يلعب كمُدَافِع.

## روابط خارجية
- أدولفو ماشادو على موقع الاتحاد الدولي (مؤرشف)  (الإنجليزية)
- أدولفو ماشادو على موقع الدوري الأمريكي (الإنجليزية)
- أدولفو ماشادو على موقع قاعدة بيانات كرة القدم.إي يو (الإنجليزية)
- أدولفو ماشادو على موقع ناشيونال فوتبول تيمز (الإنجليزية)
- أدولفو ماشادو على موقع Soccerway.com (الإنجليزية)
- أدولفو ماشادو على موقع عالم كرة القدم.نت (الإنجليزية)
- أدولفو ماشادو على موقع AS.com (الإسبانية)